# 優婆夷宝明神社
優婆夷宝明神社（うばいほうめいじんじゃ）は、東京都八丈町（八丈島）の神社。八丈島・青ヶ島の総鎮守。
式内社である優波夷命神社（うばいのみことじんじゃ）と許志伎命神社（こしきのみことじんじゃ）が合祀される形で成立しており、社名も下述する両社の祭神の名からそれぞれ採って、掛け合わせたものである。

## 祭神
- 優婆夷大神（うばいのおおかみ） - 事代主命（三島大明神）の八人の后妃の一人である八十八重姫（やそやえひめ）のことであり[3][4]、式内社・優波夷命神社の祭神・優波夷命（うばいのみこと）のこと[2]。
- 宝明神（ほうめいのかみ） - その子である古宝丸（こほうまる）のことであり[3][4]、式内社・許志伎命神社の祭神・許志伎命（こしきのみこと）のこと[2]。

## 境内社
- 松尾神社（月読命）
- 稲荷神社（宇迦之御魂大神）
- 磯神社（大国主命）
- 三島神社（大山祇神）
- 戸隠神社（祭神不詳）